# Степановское (Раменский район)
Степановское — село в Раменском муниципальном районе Московской области. Входит в состав сельского поселения Ульянинское. Население — 199 чел. (2010).

## География
Село Степановское расположено в южной части Раменского района, примерно в 31 км к югу от города Раменское. Высота над уровнем моря 140 м. В 4 км к северу от селу протекает река Ольховка. В селе 3 улицы — Первая, Вторая и Третья; приписаны СНТ Надежда и территория ДП Ясная поляна. Ближайший населённый пункт — деревня Аргуново.

## История

Храмовый комплекс в Раменском — памятник нарышкинского барокко

В 1926 году село являлось центром Степановского сельсовета Чаплыженской волости Бронницкого уезда Московской губернии.
С 1929 года — населённый пункт в составе Бронницкого района Коломенского округа Московской области. 3 июня 1959 года Бронницкий район был упразднён, село передано в Люберецкий район. С 1960 года в составе Раменского района.
До муниципальной реформы 2006 года село входило в состав Ульянинского сельского округа Раменского района.
11 февраля 2018 года в одном километре к западу от села Степановское были обнаружены обломки самолёта Ан-148. 

## Население
| 1926 | 2002 | 2010 |
| ---- | ---- | ---- |
| 462  | ↘171 | ↗199 |

В 1926 году в селе проживало 462 человека (164 мужчины, 298 женщин), насчитывалось 111 хозяйств, из которых 109 было крестьянских. По переписи 2002 года — 171 человек (79 мужчин, 92 женщины).

## Достопримечательности
В селе находится храмовый комплекс, состоящий из двух церквей: Благовещения Пресвятой Богородицы и Исаакия Далматского.